# Agustín de Monteverde y Betancourt
Agustín Lorenzo María Marcos Marcelano Tadeo del Santísimo Sacramento de Monteverde y Bethencourt, comúnmente apelado Agustín de Monteverde y Betancourt, nato en La Orotava el 18 de junio de 1797, fue gobernador de Nicolaiev durante la Guerra de Crimea.
Hijo de Catalina de Béthencourt y Molina y de Antonio de Monteverde Riva, era por lo tanto hermano de Manuel Monteverde Bethencourt y sobrino de Agustín de Betancourt.  Se incorporó en 1821 al Cuerpo de Ingenieros de Vías de Comunicación del Imperio Ruso.  Construyó caminos en San Petersburgo y en Moscú y trabajó las obras para abastecer de agua a Odesa.
Ascendido a general, fue nombrado gobernador militar de Nicolaiev durante la Guerra de Crimea.  El zar le envió como embajador personal ante el rey de Prusia en 1866.

## Matrimonios y descendencia
Casó dos veces: primero con Catalina Ferdessen (fallecida el 15 de marzo de 1838), con quien procreó a Agustín de Monteverde Ferdessen (eventualmente teniente del segundo regimiento de la Guardia Imperial y guerrero contra los rebeldes polacos en el Levantamiento de Enero), a Pedro-José Agustinovich de Monteverde Ferdessen (eventual capitán de húsares en el Ejército Imperial Ruso y quien coincidió con su hermano durante el Levantamiento polaco), y a Nicolás Agustinovich; y a la postre con Sofía Spitz, con quien procreó dos hijas, María e Isabel Agustinovich de Monteverde y Spitz.